# Río Chicoana
El río Chicoana es un curso fluvial situado en la provincia de Salta, en el noroeste de la Argentina. Forma parte de la cuenca del Plata.
Está ubicado en el centro del Valle de Lerma, la región más densamente poblada de esa provincia. Como todos los ríos de la región, conduce mucha más agua durante la temporada estival que durante la invernal, ya que el clima monzónico produce lluvias casi exclusivamente en los meses cálidos.

## Río Escoipe
El curso superior de este río lleva el nombre de Quebrada del Escoipe. Nace al norte del paraje Piedra de Molino, punto más alto de la Cuesta del Obispo, que une el norte de los Valles Calchaquíes con el Valle de Lerma. Sus primeros kilómetros acompañan la Cuesta del Obispo, y son típicos de un río de montaña, con pendientes muy fuertes; corre primeramente de norte a sur, para después recorrer un tramo de oeste a este. Llegando al fondo de la cuesta recibe sus dos principales afluentes, la Quebrada de Malcante por el norte y la Quebrada de la Yesera por el sur. Este tramo está rodeado de vegetación esteparia de altura.
Al llegar al fondo de la cuesta recorre un profundo y angosto valle, la Quebrada de Escoipe, primeramente de oeste a este, luego un breve tramo marcadamente en dirección norte, para luego volver a girar hacia el este. Este tramo es de pendientes medias, rodeado de una densa vegetación selvática. Ocasionalmente se producen desbordes del río, en forma de aludes de barro.

## Curso inferior
Tras sortear las últimas estribaciones de las montañas, atraviesa el Valle de Lerma con pendientes bajas, aunque el cauce está cubierto de cantos rodados; en este tramo se llama Río Chicoana y pasa junto a la localidad de Chicoana. Corre primeramente hacia el este, y luego hacia el sudeste. La vegetación natural dominante era semiselvática, con predominancia de laurel, algarrobo y cebil, pero ha sido profundamente modificada por la acción del hombre. El paisaje está dominado por cultivos de maíz, porotos, soja y especialmente tabaco, siendo la zona de mayor producción de tabaco de la Argentina.
En su tramo final es un río de muy baja pendiente, por lo que suele causar inundaciones. Desemboca en el río Rosario, a corta distancia del punto en que éste, a su vez, desemboca en el embalse de Cabra Corral.
En el punto de San Gabriel se han aforado sus caudales, midiéndose promedios de 24,4 m³/s, con el máximo promedio de 71,4 m³/s para el mes de febrero y un mínimo promedio de 9,4 m³/s para el mes de octubre. Los máximos históricos medidos han alcanzado los 329 m³/s.